# Larinopoda lircaea
Larinopoda lircaea är en fjärilsart som beskrevs av William Chapman Hewitson 1866. Larinopoda lircaea ingår i släktet Larinopoda och familjen juvelvingar. IUCN kategoriserar arten globalt som livskraftig. Inga underarter finns listade i Catalogue of Life.

## Bildgalleri

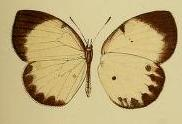